# 黄家镇 (彭水县)
黄家镇，是中华人民共和国重庆市彭水苗族土家族自治县下辖的一个乡镇级行政单位。

## 行政区划
黄家镇下辖以下地区：
先峰社区、光辉村、漆红村、燕子村、白沙河村、刘家坪村、大厂坝村、洋藿村、长岩村、鹿井村、金池村、香楠村和新家村。